# Waltheria tridentata
Waltheria tridentata är en malvaväxtart som beskrevs av J.G. Saunders. Waltheria tridentata ingår i släktet Waltheria och familjen malvaväxter. Inga underarter finns listade i Catalogue of Life.